# Hieronymiella speciosa
Hieronymiella speciosa är en amaryllisväxtart som först beskrevs av Robert Elias Fries, och fick sitt nu gällande namn av Armando Theodoro Hunziker. Hieronymiella speciosa ingår i släktet Hieronymiella och familjen amaryllisväxter. Inga underarter finns listade i Catalogue of Life.